# パク・チョロン
パク・チョロン（ハングル: 박초롱、1991年3月3日 - ）は、大韓民国忠清北道清原郡芙蓉面（現：世宗特別自治市芙江面）出身の歌手、女優。女性グループApinkのリーダーであり、サブボーカルを担当している。

## 経歴
芙江小学校併設幼稚園、芙江小学校、芙江中学校、忠北女子高等学校出身。
父親はハプキドー道場の館長をつとめており、自身も小学校1年次から中学校3年次までの9年間ハプキドーを学び3段の段位を獲得した。その一方で小学生時代から歌手になる事を夢見ており、S.E.S.やBoAの曲を歌ったり、ダンスの真似をしたりしていたという。
2011年2月17日にApinkのメンバーとして公開され芸能界デビュー。
以降、グループ活動は「Apink」のページを参照。
同年MBCのシットコム『まるごとマイ・ラブ』125話から粉食店のアルバイト・チョロン役で登場し女優デビューを果たす。
2014年にドラマ『ナイン・ジンクス・ボーイズ〜九厄少年〜』ではBTOBのソンジェとロマンスを演じ、2017年に『ロマンス特別法』でもヒロインを務める。
2020年、初主演映画『不良な家族』でスクリーンデビューを果たした。
2020年4月1日、2008年にチョロンから暴行を受けたと主張し芸能界引退を要求してきた元同級生の知人を相手に、虚偽事実適示名誉毀損罪と強要未遂罪で江南警察署に告訴したことを所属事務所が発表した。11月にはチョロン側の訴えが認められ検察に起訴意見で送検が決定し、相手もチョロンを誣告罪で逆告訴したが嫌疑なしで不送致となった。
2023年4月28日、デビュー以来所属した事務所を離れて、メンバーのユン・ボミ、キム・ナムジュ、オ・ハヨンと共にCHOI CREATIVE LABに移籍し、Apinkとしての活動は継続されることが発表された。。

## 人物
Apinkの中では面倒見の良いママのような存在であることから、チョロンのロンとママをくっつけたあだ名「ロンママ」と呼ばれ慕われている。
韓国のアイドルグループには7年目のジンクスという言葉があり7年以上活動できるグループは限られているが、Apinkも結成7年を目前にした2017年に再契約の選択を迫られた際、チョロンの一声にメンバー全員が同意して再契約を結び、グループを継続させた。
BTOBのチャンソプとは練習生時代から仲が良いことで知られ、2018年、チャンソプが入隊前にリリースしたソロ曲「Gone」のMVに友情出演している。
2018年までグループ全員で共同生活を送っていたが、その後はメンバーのユン・ボミと二人で同居していた。

## 音楽活動

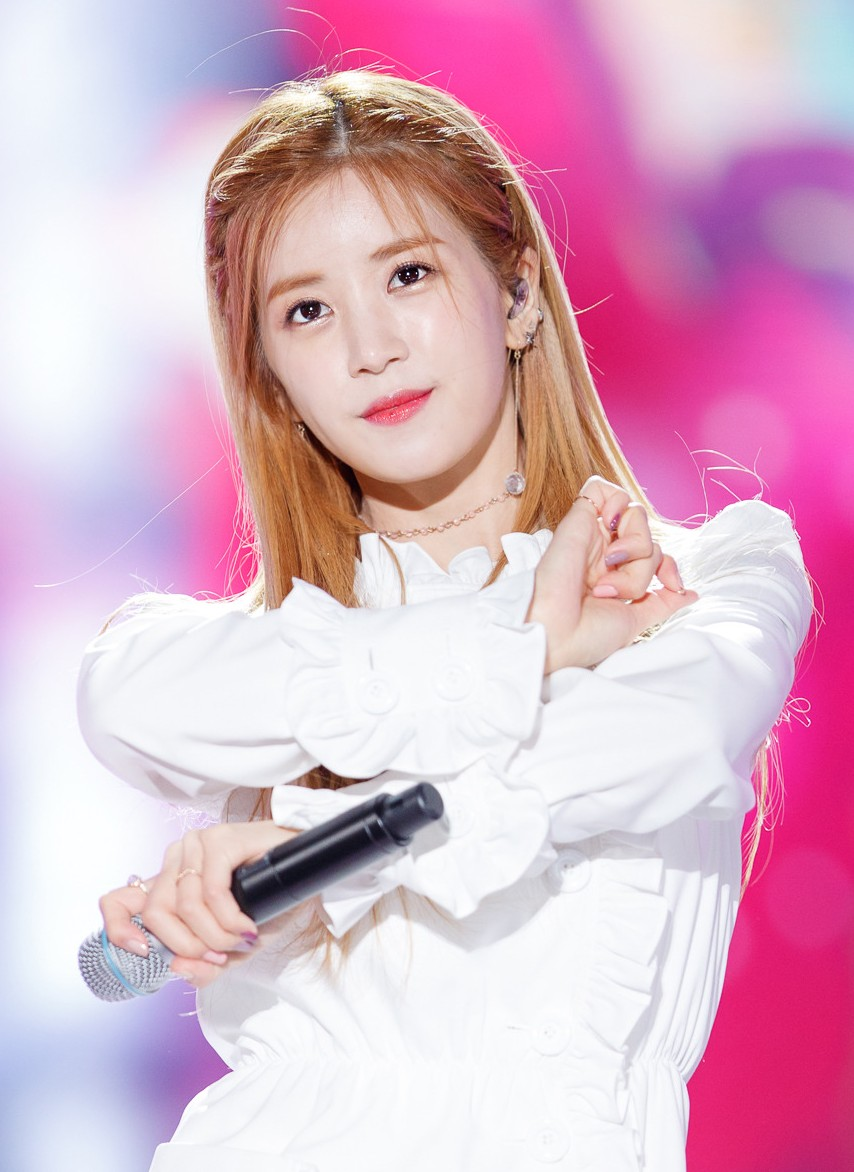
2016年10月23日

### 作詞
Apinkのメンバーの中で作詞も多く手掛けており、グループ一周年記念にデジタルリリースされたファンソング『4月19日』の作詞に始まり、数々のApinkの楽曲の作詞を手掛けている。
- 2012年 「4월 19일」（→4月19日）
- 2014年 「사랑동화」（→愛の童話）
- 2014年 「So Long」
- 2014年 「Wanna Be」
- 2015年 「Dejavu」
- 2016年 「네가 손짓해주면」（→君が手招きしてくれたら） The Wave
- 2016年 「To. Us」
- 2016年 「흔한 일」（→ありふれた日） (ソン・ナウンと合同作詞)
- 2017年 「Eyes」
- 2018年 「기적 같은 이야기」（→Miracle）
- 2018年 「Don't be silly」
- 2019年 「에이핑크」（→Enough）
- 2020年 「나의 모든 순간을 사랑해」（→君の全ての瞬間を愛してる）

## 出演

### 広告
- 2016年 デュオバック専属モデル 
(with ソン・ナウン)

### グラビア
- 2015年 슈아 Sure - 2015年10月 ビューティ グラビア
- 2015年 슈아 Sure - 2015年12月 フィットネス グラビア

### 教養
- 2013年 MBC 特別企画「2013 コイカの夢」（2013年11月9日 / 2013年11月16日）

### テレビドラマ
- 2011年 MBC 「まるごとマイ･ラブ」- パク・チョロン役
- 2012年 tvN 「応答せよ1997」- 高校生の頃のイ・イルファ役（特別出演）
- 2014年 tvN 「ナイン・ジンクス・ボーイズ〜九厄少年〜」- ハン・スア役
- 2017年 NAVER TV 「ロマンス特別法（朝鮮語版）」 - ソ・ジヘ 役
- 2018年 tvN「ラブ・セラピー A POEM A DAY」-大学生役（カメオ出演）

### 映画
- 2020年 「不良な家族（朝鮮語版）」 - ユリ 役

### ミュージックビデオ
- BEAST - Shock (Japanese Ver.) (2011年)
- BEAST - Beautiful (2011年)
- BTOB - 비밀（→秘密） (2012年)
- ホ・ガク - 혼자, 한잔（→一人で、一杯） (2017年)
- チャンソプ - GONE（2018年）

### バラエティ
- 2011年 Trend E - Apink News Season 1 (2011年3月11日 ~ 2011年6月10日)
- 2011年 Trend E - Apink News Season 2 (2011年11月25日 ~ 2012年2月10日)
- 2012年 MBC every1 - 주간아이돌 
（→週刊アイドル） 25回 (2012年1月7日)
- 2012年 KBS2 - 자유 선언 토요일 （→自由宣言 土曜日） - 가족의 탄생 （→家族の誕生日）
- 2012年 MBC every1 - 주간아이돌 
（→週刊アイドル） 44回 (2012年5月23日)
- 2012年 Trend E - Apink News Season 3 (2012年6月22日 ~ 2012年9月14日)
- 2012年 QTV - 포미닛의 트래블 메이커 （→4minute's トラブルメイカー） (2012年8月22日 ~ 2012年8月30日)
- 2012年 MBC - 미스&미스터 아이돌 코리아 선발대회 （→ミス&ミスター アイドル コリア 選抜大会） (2012年10月1日)
- 2013年 MBC every1 - 주간아이돌 
（→週刊アイドル） 104回 (2013年7月17日)
- 2013年 SBS - 런닝맨 {{Running Man}} 177回 (2013年12月22日)
- 2014年 MBC - 무한도전 （→無限挑戦） 366回 応援団編 (2014年1月25日)
- 2014年 arirang TV - After School Club  (2014年4月8日)
- 2014年 MBC every1 - 주간아이돌 
（→週刊アイドル） 142回 (2014年4月9日)
- 2014年 Mnet - 비틀즈 코드 3D （→ビートルズコード3D） 17回 (2014年4月15日)
- 2014年 MBC every1 - 에이핑크의 쇼타임 （→Apink's ShowTime） (2014年8月7日 ~ 2014年9月25日)
- 2014年 MBC every1 - 주간아이돌 
（→週刊アイドル） 175回 (2014年12月3日)
- 2014年 arirang TV - After School Club  (2014年12月16日)
- 2015年 MBC every1 - 주간아이돌 
（→週刊アイドル） 192回 (2015年4月1日)
- 2015年 MBC every1 - 주간아이돌 
（→週刊アイドル） 193回 (2015年4月8日)
- 2015年 SBS Plus - 날씬한 도시락 1 （→スリムな弁当） Slimmy Lunch Box (2015年5月2日 ~ 2015年6月6日)
- 2015年 MBC every1 - 주간아이돌 
（→週刊アイドル） 208回 (2015年7月22日)
- 2015年 KBS2 - 우리동네 예체능 （→うちの町内芸体能） 130回 〈여자 호신술 훈련 & 세 번째 정식 대결!〉（→女性護身術の訓練 & 第三の正式対決） (2015年11月10日)
- 2016年 On Style - 겟잇뷰티 2016 （→ゲットイットビューティ 2016） 4回 MC (2016年2月24日)
- 2016年 KBS2 - 안녕하세요 （→アニョハセヨ） 136回 / 293回 (2013年8月12日 / 2016年10月3日)
- 2016年 ネイバーTV - 익스트림 어드벤처 （→エクストリーム アドベンチャー） (2016年9月23日 ~ 2016年10月13日)
- 2016年 MBC every1 - 주간아이돌 
 （→週刊アイドル） 271回 (2016年10月5日)
- 2016年 Mnet - 양남자쇼 （→YANG and NAM SHOW） 6回 (2016.12.22.)
- 2017年 KBS2 - 걸그룹 대첩 가문의 영광 （→ガールグループ大捷家門の栄光） (2017年1月27日)
- 2017年 O'live & tvN - 원나잇 푸드트립: 먹방레이스 （→One Night FoodTrip: 食レポレース）(2017年2月15日~)

## 文献
1. 1 2 3  ［화보］'에이핑크' 박초롱, "에이핑크의 대표, 초롱이에요~" （朝鮮語） THE STAR/朝鮮日報
2. ↑  大伴潔他 平成19-21年度 小1プロブレム研究推進プロジェクト 報告書 第8章 韓国における就学移行期の保育・教育的プログラム (PDF) 東京学芸大学 2017.5.3 23:05 (UTC) 閲覧
3. ↑  고향미 '우리동네 예체능' 박초롱 알고보니 합기도 3단 "관장 아버지 덕" （朝鮮語） マイデイリー 2015.11.11付記事
4. ↑  ファン・ヒョジン 平川留里訳 Vol.1 - Apink「My name is...」 Kstyle 2012.4.14付記事（オリジナル: 10Asia/韓国経済新聞）
5. ↑  MWAVE 에이핑크（Apink） （朝鮮語） Mnet 2017.5.3 23:25 (UTC) 閲覧
6. ↑  정지원 에이핑크 리더 박초롱, ‘몽땅 내 사랑’ 합류 （朝鮮語） 中央日報 2011.5.17付記事（オリジナル: 日刊スポーツ）
7. ↑  “「不良な家族」Apink パク・チョロン、初主演作で映画デビューも成功なるか”. Kstyle. (2020年5月26日) 2021年4月6日閲覧。
8. ↑  “Apink パク・チョロン、ついにスクリーンデビュー！オ・ハヨン＆ユン・ボミ＆キム・ナムジュがお祝いに…10年目の固い友情”. Kstyle. (2020年6月25日) 2021年4月6日閲覧。
9. ↑  “Apinkパク・チョロン、いじめ疑惑を否認”. 韓流ニュース. (2021年4月5日) 2022年3月10日閲覧。
10. ↑  “Apink パク・チョロン、いじめ疑惑で訴訟も…新年を迎えてファンに心境告白「気が重かった1年」”. Kstyle. (2022年1月5日) 2022年3月10日閲覧。
11. ↑  “Apink、メンバー4人がCHOI CREATIVE LABと専属契約を締結「全員がグループ活動に意欲」”. KSTLYE. (2022年4月28日) 2022年4月29日閲覧。
12. ↑  “インタビュー：清楚なイメージで人気を誇る韓国の6人組ガール・グループ、Apinkが満を持して日本デビュー！”. CDJournal CDJ PUSH. (2014年10月21日) 2021年4月6日閲覧。
13. ↑  “BTS（防弾少年団）からApinkまで、7年を乗り越え事務所と再契約を締結したアイドルに注目（動画あり）”. Kstyle. (2020年5月16日) 2021年4月6日閲覧。
14. ↑  “Apink、再契約のエピソードを明かす「チョロン姉さんの活躍が大きかった」”. Kstyle. (2017年7月9日) 2021年4月6日閲覧。
15. ↑  “ファンも許せる！？男女アイドル5組の“カップルのような甘い友情””. Kstyle. (2016年4月18日) 2021年4月6日閲覧。
16. ↑  “BTOB チャンソプ、新曲「Gone」MV公開…Apink パク・チョロンが出演し話題”. Kstyle. (2018年12月12日) 2021年5月1日閲覧。
17. ↑  “「Apink」の寄宿舎生活終了後もチョロンとボミは一緒に住んでます♪”. WoWKorea. (2018年7月19日) 2021年4月6日閲覧。
18. ↑  “インタビュー：人気上昇中の韓国6ガールズApink、日本3rdシングル「LUV -Japanese Ver.-」をリリース”. CDJournal CDJ PUSH. (2015年5月8日) 2021年4月6日閲覧。